# Hoogte 80
Hoogte 80 is een klein stadspark in de Arnhemse wijk Monnikenhuizen. Het park kenmerkt zich door een uitzichtpunt (77,5 meter boven NAP) dat uitkijkt over het oostelijke gedeelte van de stad, de IJssel en de Liemers. Verder aan de horizon zijn op heldere dagen het heuvelachtige Montferland, de heuvels van het Reichswald en de steden Kleef en Nijmegen zichtbaar. In het donker is er een zee van vele duizenden lichtjes zichtbaar.
Het terrein bestaat voornamelijk uit hoog gras en enkele struiken en lage bomen. Op het uitzichtpunt is een klein monument gebouwd met daarop een ronde plaat van gesteente, waarop aangegeven wordt in welke richting diverse dorpen en steden liggen. Hieromheen is een bank gemetseld.
In tegenstelling tot wat vaak wordt beweerd, is Hoogte 80 niet het hoogste punt van Arnhem. Sommige plaatsen binnen de bebouwde kom van Arnhem liggen op ongeveer 90 meter boven NAP maar zijn door het ontbreken van een panorama of steile hellingen in de buurt niet als hoogtepunt herkenbaar.
Ieder jaar, tijdens Hemelvaart strijkt het Hoogte80 Festival neer in het park. Vier dagen lang muziek, theater, literatuur, eten en drinken.

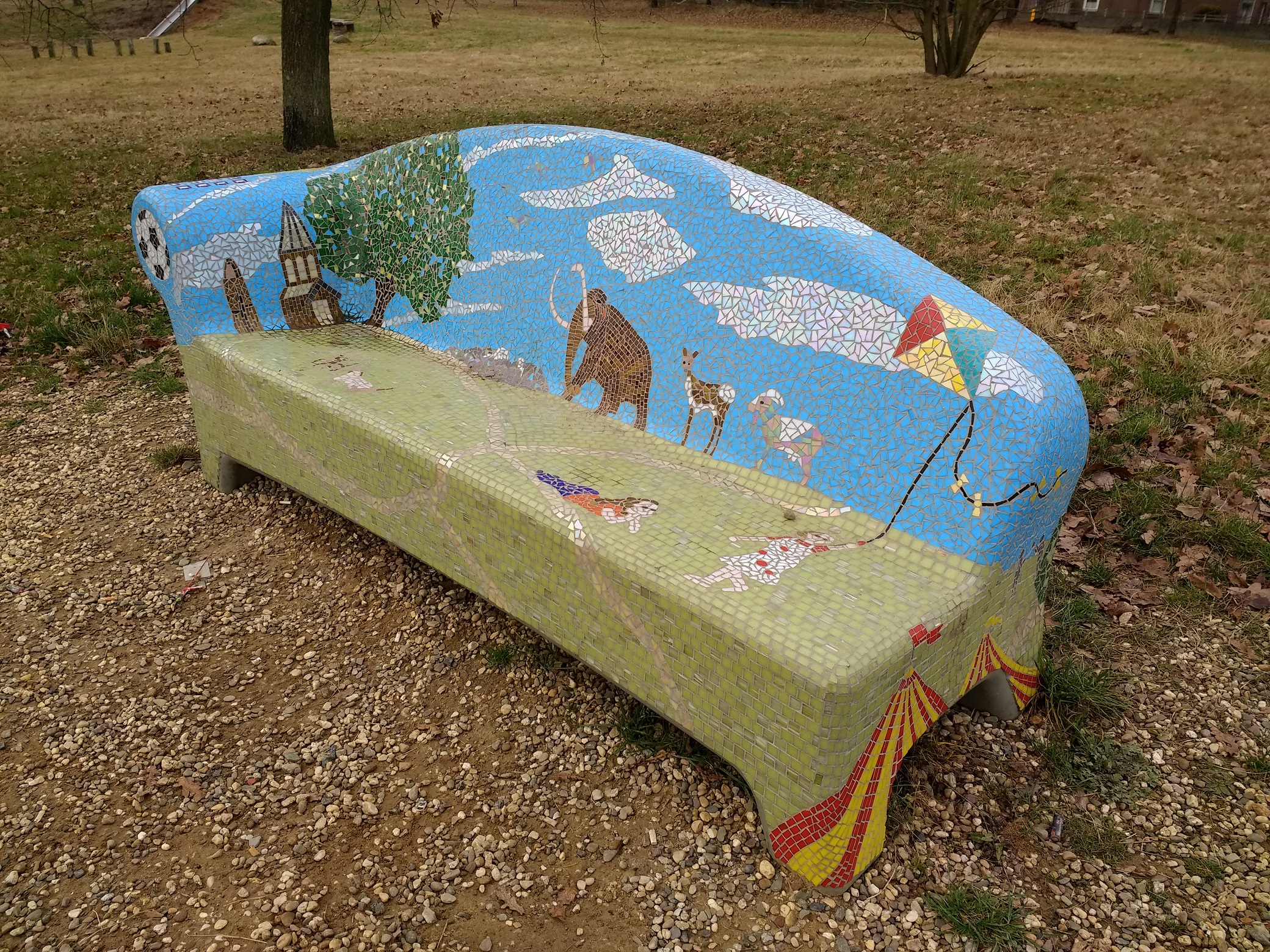
Social Sofa op Hoogte 80
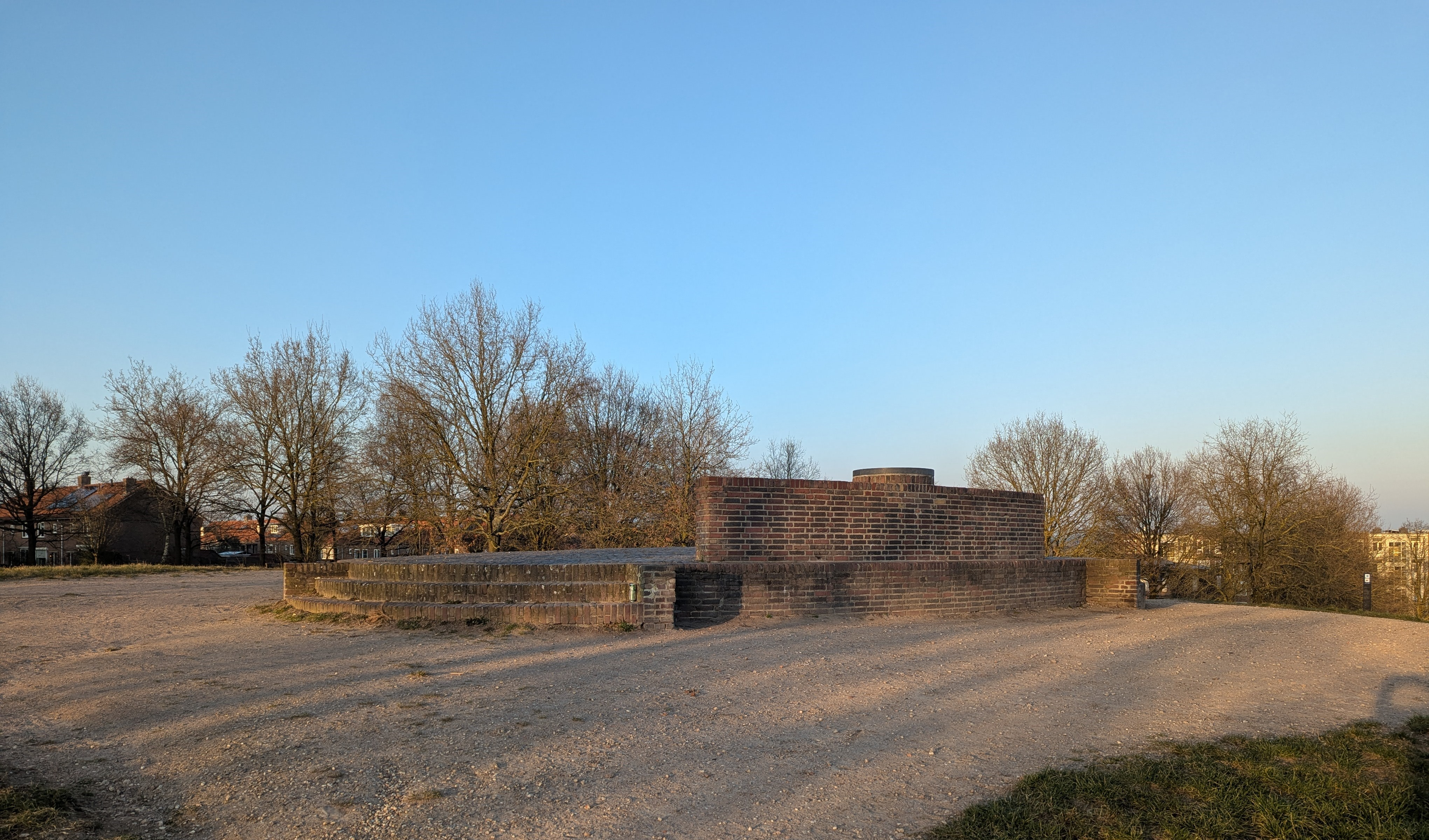
Bank uit 1961 door architect Cornelis Nap
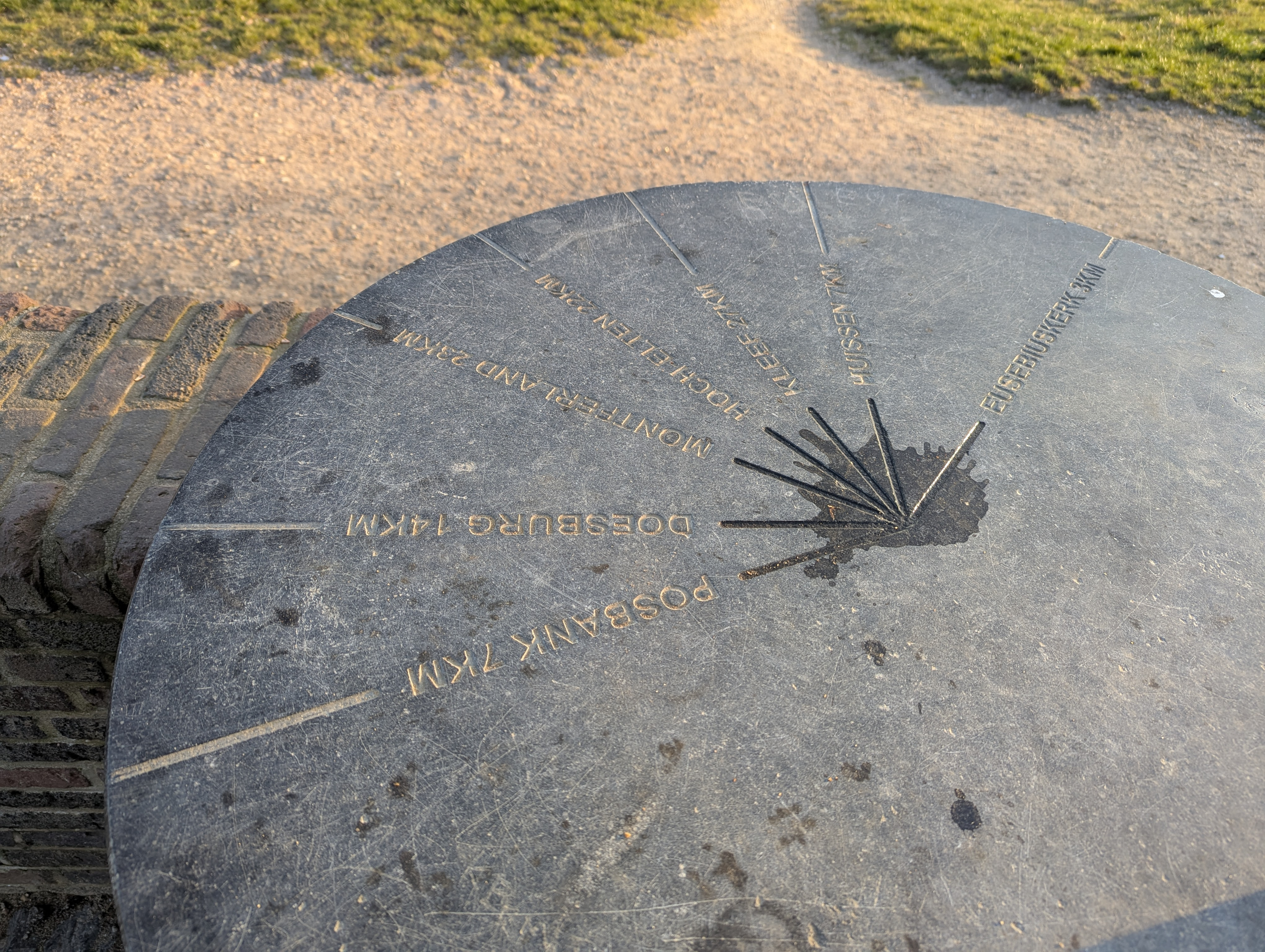
Oriëntatietafel/monument met aanwijzingen uitzichtspunt
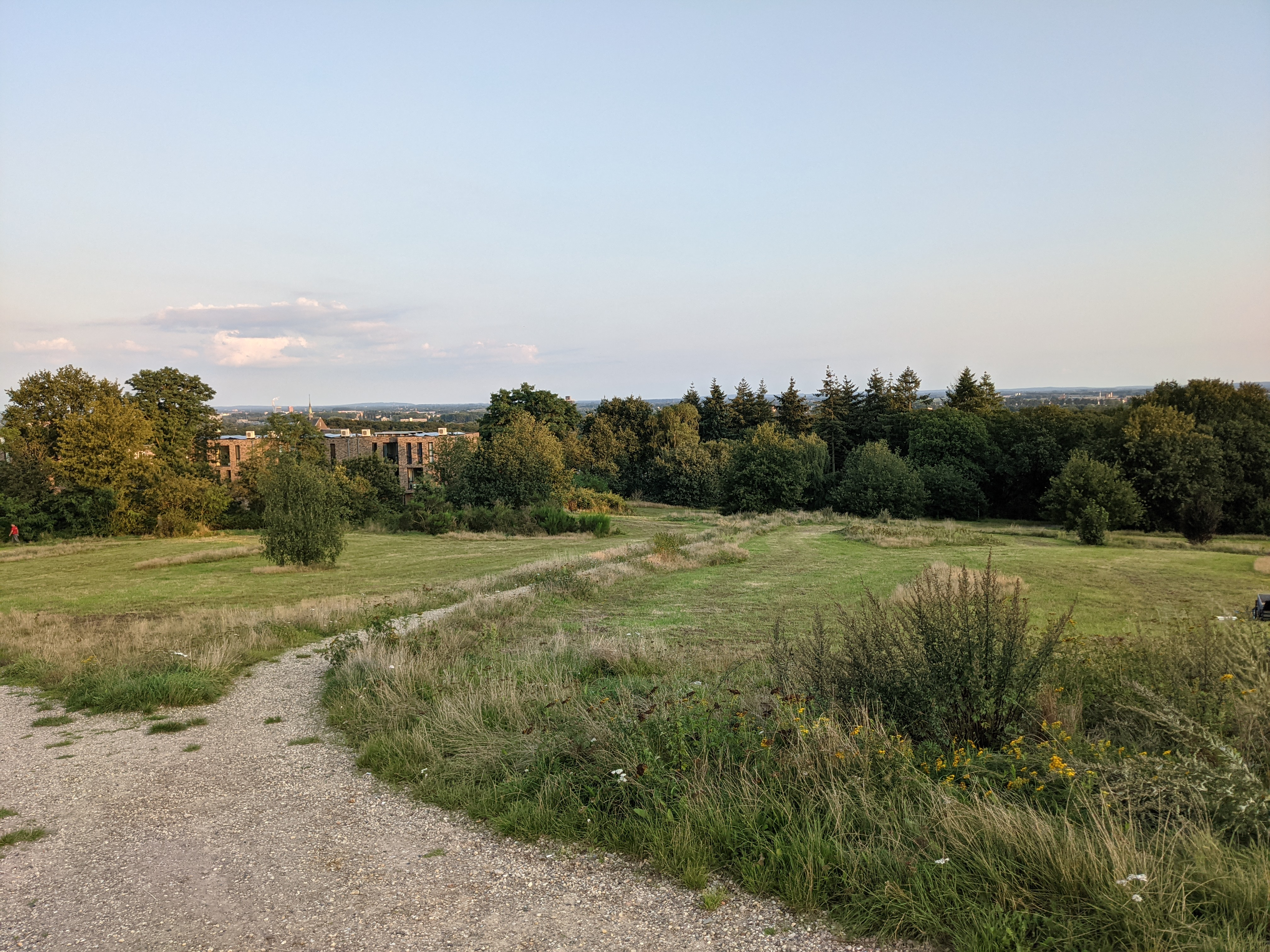
Uitzicht over Arnhem

Park Angerenstein · Bronbeek · Gulden Bodem · Hoogte 80 · Immerloopark · Jubileumpark · Park Klarenbeek · Lichtenbeek en Boschveld · Mariëndaal · Stadsblokken-Meinerswijk · Moscowa · Onderlangs · Park Presikhaaf · Park Sonsbeek · Warnsborn · Westerheide · Park Westerveld · Park Zypendaal